# São José de Piranhas (kommun)
São José de Piranhas är en kommun i Brasilien.   Den ligger i delstaten Paraíba, i den östra delen av landet, 1 400 km nordost om huvudstaden Brasília. Antalet invånare är 19 099.
Följande samhällen finns i São José de Piranhas:
- São José de Piranhas

Omgivningarna runt São José de Piranhas är huvudsakligen savann. Runt São José de Piranhas är det ganska glesbefolkat, med 25 invånare per kvadratkilometer.